# Драгњић
Драгњић је насељено мјесто у Босни и Херцеговини, у општини Гламоч, које административно припада Федерацији Босне и Херцеговине. Према попису становништва из 1991. у насељу је живјело 122 становника.

## Географија
Драгњић се налази на самом југу Гламочког поља. Налази се испод комца на надморској висини од преко 950 м.

## Становништво
| Демографија | Демографија | Демографија |
| Година      | Становника  | Становника  |
| ----------- | ----------- | ----------- |
| 1961.       | 233         |             |
| 1971.       | 197         |             |
| 1981.       | 150         |             |
| 1991.       | 122         |             |
| 2013.       | 31          |             |